# Dunc Wilson
Duncan Shepherd "Dunc" Wilson, född 22 mars 1948 i Toronto, Ontario, död 8 oktober 2023 i Utila, Honduras, var en kanadensisk professionell ishockeymålvakt som tillbringade tio säsonger i den nordamerikanska ishockeyligan National Hockey League (NHL), där han spelade för Philadelphia Flyers, Vancouver Canucks, Toronto Maple Leafs, New York Rangers och Pittsburgh Penguins. Han släppte in i genomsnitt 3,75 mål per match och hade åtta nollor (match utan insläppt mål) på 287 grundspelsmatcher.
Wilson spelade också för As de Québec, Baltimore Clippers och Binghamton Dusters i American Hockey League (AHL); Dallas Black Hawks i Central Hockey League (CHL) samt Oshawa Generals, Niagara Falls Flyers och Peterborough Petes i OHA-Jr.
Den 8 oktober 2023 avled han i sitt hem i Utila i Honduras.